# 城西街道 (勃利县)
城西街道，是中华人民共和国黑龙江省七台河市勃利县下辖的一个乡镇级行政单位。

## 行政区划
城西街道下辖以下地区：
友谊社区、花园社区和学府社区。